# 連斑任氏鱂
連斑曼任氏鱂為輻鰭魚綱鯉齒目四眼魚科的其中一種，分布於南美洲巴西的淡水流域，體長可達7.1公分，棲息在河川上游，卵胎生。

## 擴展閱讀
維基物種上的相關：連斑曼任氏鱂